# Kaamba
Pour les articles homonymes, voir Kamba.
Le kaamba (ou kamba) est une langue bantoue, du groupe langues kongo, parlée par les Kamba en République du Congo mais aussi en Angola et république démocratique du Congo.

## Sources
- François Lumwamu, « Éléments pour un lexique kongo-français (dialectes dondo-kamba-kuni) », Dimi: revue du Centre pour l’Étude des Langues Congolaises (CELCO), no 2,‎ 1974, p. 20-87